# اچ‌ام‌اس هوپ (۱۶۷۸)
اچ‌ام‌اس هوپ (۱۶۷۸) (به انگلیسی: HMS Hope (1678)) یک کشتی است که طول آن ۱۵۱ فوت ۵ اینچ (۴۶٫۲ متر) می‌باشد.